# Étienne d'Obazine
Étienne de Vielzot, plus connu sous le nom de saint Étienne d'Obazine, né vers l'an 1085, à Vielzot, en Xaintrie (France),,  et mort le 8 mars 1159 à l'abbaye de Bonnaigue est un prêtre, moine cistercien, fondateur et premier abbé de l’abbaye d’Obazine (aujourd’hui : Aubazine). Liturgiquement il est commémoré le 8 mars, particulièrement dans le Limousin.

## Biographie
Étienne est né dans une famille très chrétienne. Son père - qui s'appelait également Étienne - et sa mère, Gauberte, jouissaient d'une aisance modeste. Lorsqu'il atteint l'âge de fréquenter l'école, ses parents le conduisent à Pleaux (Cantal) dans une maison dirigée par des clercs. Étienne fait des progrès rapides et acquiert, en peu de temps une connaissance approfondie des livres saints. Sa jeunesse se passe dans les exercices de piété et de charité continuelles. Aussi, il n'y a rien d'étonnant à le voir ordonné prêtre. Son esprit de mortification frappe les foules et sa voix subjugue les cœurs. 
Poussés par un grand désir de solitude, le prêtre décide de consulter un homme, en grand renom de piété, Étienne de Mercœur, disciple de saint Robert, déjà célèbre dans la contrée. Étienne de Viel-Jo s'en retourne chez lui, renforcé dans ses convictions.
Après un dernier repas pris avec ses parents et ses amis où il distribue aux pauvres le peu de biens qui lui restait, il se retire, un jeudi de la première semaine de Carême, en compagnie d'un ami prénommé Pierre (qui avait été, comme lui, ordonné prêtre). Leur chemin les amène dans une gorge profonde, à mi-chemin entre Tulle et Brive, dans une forêt profonde, portant le nom d'Opacina (Aubazine), ceinturée de rochers. La Corrèze coule au pied de la montagne, dans une vallée agréable. Les deux hommes bâtissent une cabane couverte de chaume et adossée à un grand arbre.
Leur vie de solitaire est faite de grandes, et même extrêmes mortifications. Bientôt un nouveau disciple portant le prénom de Bernard rejoint les deux ermites. Comme la petite communauté s'accroît, Étienne envoie Pierre et Bernard à Limoges demander à l’évêque de Limoges Eustorge, la permission de fonder un monastère (1127). Après les avoir écouté avec bienveillance, l'ecclésiastique souscrit au désir des deux envoyés. Puis il les bénit et leur confie une croix pour Étienne. 
La communauté continuant à s'agrandir. Sur les conseils de son ami Pierre, décida de construire son monastère sur un plateau orienté à l'est. Tout le monde se mit à l'œuvre. Étienne décide qu'il porterait aussi le nom d'Obazine (« et locum ipsum Obasinam vocari decrevit »). Dans un souci d'humilité, il souhaite confier à Pierre la direction de la communauté. Mais, l'évêque de Chartres remplissant les fonctions de légat du Saint-Siège, en décide autrement : il oblige Étienne à prendre l'office de prieur. Pour être à la hauteur de sa dignité, celui-ci jeûne tous les jours. De tempérament doux et aimable, il tient cependant à faire régner une vie sévère au sein du groupe. Le fondateur et premier abbé de l’abbaye cistercienne d’Obazine réunit ses disciples dans la salle capitulaire pour leur expliquer les points de la discipline monastique qu'il entend faire appliquer. Soucieux de donner à son groupe plus de stabilité et d'en assurer la continuité, il se met à visiter différents monastères dont monastère de Dalon. À la Grande Chartreuse, Guigues Ier, le législateur de l'ordre des Chartreux, lui dit de se rendre chez les Cisterciens. Étienne suivra son conseil à son retour à Obazine.
Sa famille spirituelle ne cesse d'augmenter y compris chez les femmes. Cent-cinquante d'entre elles, la plupart issues de familles nobles et illustres, viennent imiter Étienne ce qui l'amène à fonder un monastère double, c'est-à-dire un monastère d'hommes et un monastère de femmes réunis sous l'autorité d'un même abbé. Pour mieux séparer les moniales du monde, il choisit de bâtir leur maison dans une vallée étroite, bordée de rochers inaccessibles, d'où descend un ruisseau écumeux et bruyant, le Coyroux. Cette maison, située à plus de cinq cents mètres du monastère des hommes, porte le nom de monastère du Coyroux.  
Comme le pape Eugène III, venu présider un concile à Reims, doit se rendre à Cîteaux, chez ses anciens frères (le Saint-Père est un ancien moine de Clairvaux), Étienne décide de faire le voyage (en 1146 ?) pour demander au Souverain Pontife de bénir ses chères maisons d'Obazine et d'affilier sa congrégation à cet ordre. Le pape exauce ses désirs et demande à Reinard, abbé de Cîteaux, d’exaucer sa demande, ce que celui-ci fait volontiers. Des moines cisterciens lui seront envoyés. En 1142, Étienne reçoit l’habit cistercien et son monastère sera affilié à l’ordre cistercien (1147). 
Mais le zèle de l'infatigable abbé ne se limite pas à Obazine et au Coyroux. Il est à l'origine de plusieurs abbayes-filles, dont l'abbaye cistercienne de la Valette, paroisse d'Auriac, fondée en 1143 par Bégon d'Escorailles, disciple de saint Étienne, et de l'Abbaye de Bonnaigue, paroisse de Saint-Fréjoux.   
Étienne d’Obazine meurt en 1159, à l'Abbaye de Bonnaigue, à l'âge de 74 ans. Son corps est "enfermé dans un sarcophage en pierre et enseveli dans la salle capitulaire, en attendant que se termine la grande église et qu'on ait consacré à ses reliques le splendide monument que lui réserve le XIIIe siècle". D'après la transcription du tombeau et le jugement des archéologues, la translation de sa dépouille dans ce monument aurait eu lieu 120 ans plus tard environ. 

### Description du tombeau d'Étienne d'Obazine
Le tombeau de pierre qui enferme les restes de saint Étienne est en forme de châsse. Édifié à l'extrémité du croisillon sud, il date du XIIIe siècle. L'exubérance de sa décoration étonne dans un édifice cistercien. Voici la description intéressante qu'en donne J. Banchereau en 1921 :
"Le saint est couché sur un socle  bas, revêtu des habits sacerdotaux, la tête reposant sur un oreiller. Ce gisant, qui devait être fort beau, est mutilé par la piété des fidèles, qui viennent racler la pierre, selon une coutume fort répandue dans tout le centre de la France. Au-dessus du gisant s'élève un édicule de pierre, couvert d'un toit à deux versants, reposant sur des arcades portées par des colonnettes ; au nord se voient six arcades en plein cintre, tandis que, du côté sud, il n'y a que cinq et chaque pignon en possède deux. Toutes ces arcades encadraient autrefois des arcs trilobés géminés, dont l'écoinçon est découpé d'un trèfle ajouré ; il ne reste comme témoins que les deux pignons intacts et des amorces  dans les archivoltes des côtés, mutilation certainement  fort anciennes et que la tradition attribue au désir des fidèles de toucher le corps du gisant..."
Saint Étienne apparaît sur les arcatures polylobées des versants. Au nord, le sculpteur l'a représenté en moine, agenouillé, accompagné des quatre religieux, les abbés des monastères qu'il a fondés, reconnaissables chacun à la crosse qu'ils portent. Au sud, il présente à la Vierge les religieux de ses abbayes, "d'un côté les vivants et de l'autre les trépassés au jour de la résurrection".

### Ouverture du tombeau (1885)
Après des sondages préparatoires, des fouilles furent exécutées au tombeau. Elles furent placées sous la direction de Louis Bonnay, architecte de l’État pour l'arrondissement de Brive, spécialement délégué à cet effet tant par l'évêque de Tulle que par Anatole de Baudot, inspecteur général des Monuments historiques. Le dit tombeau fut ouvert le 11 décembre 1885, en présence de Mgr Henri Charles Dominique Denéchau, de plusieurs prêtres (dont l'abbé Jean Dulaurens, curé d'Aubazine) et de quelques laïcs. 
"Toutes les précautions ont été prises pour que le monument ne fût aucunement endommagé. En descellant deux pierres du soubassement sous la statue, on a rencontré un espace libre servant de sarcophage. Là, dans une boîte en plomb, détériorée par le temps, on a trouvé des ossements humains. Évidemment, on était en présence des reliques du saint. Malgré le plus minutieux examen, on n'a découvert aucune trace, laissant soupçonner que le  sépulcre ait été fouillé depuis l'époque lointaine où les restes du bienheureux, de la salle capitulaire où ils avaient été d'abord inhumés, furent transférés dans le tombeau qu'on voit dans l'église."
Léon Pomarel, docteur en médecine de Brive, examina les restes trouvés avec le plus grand soin et rédigea un rapport pour l'occasion. Puis l'abbé Jean-Baptiste Poulbrière, historiographe du diocèse de Tulle, dressa un procès-verbal très précis. Cette découverte ainsi que tous les documents produits et signés par de nombreux témoins, amenèrent Mgr Denéchau à publier une ordonnance, le 24 septembre 1886, déclarant authentique ces reliques et permettant de les exposer à la vénération des fidèles. Voici la conclusion:
"De notre autorité épiscopale, le saint Nom de Dieu invoqué, déclarons que les restes funèbres trouvés et examinés par Nous le onze décembre mil huit cent quatre-vingt-cinq au tombeau dit de saint Étienne d'Obazine, sont réellement les reliques du bienheureux honoré sous ce nom ; Confirmons le culte traditionnel rendu à ce tombeau depuis des siècles. Et engageons vivement nos diocésains, prêtres, religieux et fidèles, à ranimer la dévotion qui portait autrefois les peuples près des ossements d'un saint, leur compatriote, leur bienfaiteur et leur modèle, pour recourir à son intercession et obtenir toutes les grâces."

## Sources
Un sommaire de la volumineuse Vita sancti Stephani Obasiniensis, élaborée par un moine de l'abbaye peu après la mort de l’abbé Étienne a été publiée dans les Acta Sanctorum, des Bollandistes (Mois de mars, vol.1).
- Vie de saint Étienne d’Obazine, texte établi et traduit par Michel Aubrun, Clermont-Ferrand, Publications de l’institut d’études du Massif central, 1970.